# I Родосское Всеправославное совещание
I Родосское Всеправославное совещание (греч. Α΄ Πανορθόδοξη Διάσκεψη της Ρόδου; неофициально Первый Родос) — конференция представителей поместных православных церквей, прошедшая на острове Родос (Греция) с 24 сентября по 1 октября 1961 года.
Инициатором совещания был патриарх Константинопольский Афинагор, предполагавший, что совещание будет первым этапом разработки программы будущего Всеправославного Просинода, который планировался на ближайшую от того момента перспективу. Отличительной чертой первого родосского совещания был чисто теоретический характер его работ — намечались темы будущего Предсобора, но не решались по существу никакие вопросы. Явилось первым таким мероприятием в череде последующих в целях подготовки состоявшегося 2016 году Всеправославного собора на Крите.

## Делегаты и участники совещания
На конференции работали представители автокефальных (12 из 14) и автономных Церквей: Константинопольская, Александрийская, Антиохийская, Иерусалимская, Русская, Сербская, Румынская, Болгарская, Кипрская, Элладская, Польская и Чешская православные Церкви.
Грузинская православная церковь прислала тогда своих представителей, так как была приглашена Константинополем слишком поздно, и притом в качестве автономной, а не автокефальной Церкви, каковой она издревле является, уполномочила Московский Патриархат представлять её на Родосе. Албанская православная церковь, прерывавшая в сложных условиях режима Энвера Ходжи, также не смогла прислать участников на Всеправославное совещание. Таким образом, хотя и с некоторой натяжкой, можно утверждать, что после многих веков на первом Родосском Совещании Православная Церковь впервые собралась в своей полноте.
Дополнительно были приглашены представители меньших древневосточных Церквей: Яковитской, Сирийской, Малабарской, Эфиопской, Коптской и Армянской.
По аналогии с готовившимся католиками Вторым Ватиканским собором на конференцию в качестве гостей были приглашены представители неправославных христианских Церквей: Англиканской и Старокатолических, также были приглашены римо-католические монахи, которым был дан статус наблюдателей.
В пленарных заседаниях Совещания принимали участие 33 православных епископа и 23 богослова из духовенства и мирян.
Остальные участники Совещания могли присутствовать только на открытых пленарных заседаниях, при этом без права голоса.

### Делегаты от Православных церквей
Делегация Константинопольской Церкви
- митрополит Филиппский, Неапольский и Фасский Хризостом (Хадзиставру) — председатель Совещания;
- митрополит Сардский Максим (Цаусис) — глава делегации;
- митрополит Имврский и Тенедский Мелитон (Хаджис);
- митрополит Мир-Ликийских Хризостом (Константинидис), профессор Богословской школы на острове Халки — секретарь Совещания;
- священник Георгий Анастасиадис, профессор Богословской школы на острове Халки, великий эконом Патриархии;
- Эммануил Фотиадис, профессор богословской школы на острове Халки, великий протонотарий Патриархии;
- Василий Анагностопулос, профессор богословской школы на острове Халки.

Делегация Александрийской Церкви:
- митрополит Пилусийский Парфений (Даниилидис);
- митрополит Леонтопольский Константин (Кацаракис);
- митрополит Нубийский Синесий (Ласкаридис);
- митрополит Карфагенский Парфений (Койнидис);
- митрополит Западноафриканский Евстафий (Эфстафиу);
- архимандрит Никодим (Галиацатос).

Делегация Антиохийской Церкви:
- митрополит Епифанийский Игнатий (Хорейка);
- митрополит Эмесский Александр (Геха);
- митрополит Алеппский Илия (Муауад);
- профессор Евгений Михаилидис;
- архимандрит Афанасий (Скаф).

Делегация Иерусалимской Церкви:
- архиепископ Филадельфийский Епифаний (Папавасилиу);
- архиепископ Кириакупольский Аристовул (Аристидис);
- архимандрит Герман, настоятель храма Гроба Господня;
- профессор Василий Веллас;
- профессор Панайотис Трембеллас.

Делегация Русской Церкви:
- архиепископ Ярославский и Ростовский Никодим (Ротов)
- архиепископ Брюссельский и Бельгийский Василий (Кривошеин);
- епископ Таллинский и Эстонский Алексий (Ридигер)
- протоиерей Виталий Боровой, доцент Ленинградской духовной академии;
- Алексей Сергеевич Буевский, секретарь Отдела Внешних Церковных Сношений;
- Иван Васильевич Варламов, член Отдела Внешних Церковных Сношений, советник делегаци.

Делегация Сербской Церкви:
- митрополит Загребский Дамаскин (Грданички);
- епископ Тимокийский Емилиан (Пиперкович);
- епископ Жичский Василий (Костич);
- прот. Милутин Петрович;
- профессор Троян Костич.

Делегация Румынской Церкви:
- митрополит Молдовский и Сучавский Иустин (Моисеску);
- епископ Арадский Николай (Корняну);
- епископ Андрей (Молдован) (США);
- протоиерей Стан Ливиу, профессор богословия;
- протоиерей Григорий Чернояну;
- доцент Николай Читеску;
- доцент Лучиан Флоря.

Делегация Болгарской Церкви:
- митрополит Старо-Загорский Климент (Кинов);
- митрополит Ловчанский Максим (Минков);
- епископ Левкийский Парфений (Стаматов);
- профессор-протоиерей Стефан Цанков, академик;
- профессор Димитрий Дюлгеров;
- доцент Апостол Михайлов.

Делегация Кипрской Церкви:
- митрополит Пафский Геннадий (Махериотис);
- архимандрит Константин (Левкосиатис);
- профессор Андрей Мицидис.

Делегация Элладской Церкви:
- митрополит Митилинский Иаков (Клеомвротос);
- митрополит Маронийский Тимофей (Ставрос);
- митрополит Яннинский Серафим (Тикас);
- профессор Василий Иоаннидис;
- профессор Гамилькар Аливизатос;
- профессор Панайотис Брациотис.

Делегация Польской Церкви:
- митрополит Варшавский и всея Польши Тимофей (Шрёттер);
- архиепископ Белостокский и Гданский Стефан (Рудык);
- протоиерей Константин Громадский;
- протоиерей Алексий Зноско.

Делегация Чехословацкой Церкви:
- епископ Прешевский Дорофей (Филип);
- протоиерей Георгий Новак.

### Наблюдатели от Восточных церквей
От Коптской Церкви:
- митрополит Климент Кинор Радер;
- священник Иоаннис Григис Маркое;
- священник Макарий Ел Суриани;
- Тадрос Мишел Тадрос.

От Эфиопской Церкви:
- архиепископ в Иерусалиме Филипп;
- Абба Хампте Мариам.

От Армянской Церкви:
- епископ Серобе Манукян (Париж).

От Сиро-Яковитской Антиохийской Церкви:
- архиепископ Григорий Булос;
- епископ Хомса Мелетий Варнава;
- архимандрит Салибр-Шамдон Исаак;
- Тама-Хури.

От Малабарской Церкви:
- епископ Филоксенос Даниел;
- священник Карои Филиптсос.

### Наблюдатели от инославных церквей
От Англиканской Церкви:
- архиепископ в Иерусалиме Мак-Кензи;
- священник Джон Финдлоу, настоятель англиканской церкви в Афинах.

От Епископальной Церкви в США:
- священник Мак-Дональд.

Старокатолической Церкви:
- профессор-священник Кюпперс.

Всемирного Совета Церквей:
- священник англиканской церкви Фрэнсис Хаус, заместитель генерального секретаря Всемирного Совета Церквей;
- Раймонд Максвелл;
- д-р Никос Ниссиотис.

### Представители католической прессы
- архимандрит Христофор Дюмон, член Секретариата по вопросам христианского единения и руководитель центра «Истина» (Париж);
- священник Пьер Дюпре, член Секретариата тю вопросам христианского единения, миссионерский работник (Иерусалим);
- священник Антуан Венгер, редактор газеты «Ля Круа» (Париж);
- игумен Афанасий ван Друлвен, духовник женского монастыря в Швейцарии;
- священник Джон Лонг;
- профессор-священник Эммануил Юнгклауссен, преподаватель семинарии в Нидеральтайхе (Западная Германия).

## Работа всеправославного совещания
Отличительной чертой первого Родосского Совещания был чисто теоретический характер его работ — намечались темы будущего Пред-собора, но не решались по существу никакие вопросы.
Родосское Всеправославное Совещание, поставившее в основу своей задачи определение и утверждение списка вопросов, которые будут обсуждаться в будущем Предсоборе. В ходе этого Совещания был составлен обширный каталог, содержавший более 100 тем, для которых предполагалось выработать единую позицию путём всеправославного обсуждения и согласования. По воспоминаниям Алексея Осипова делегаты Русской православной церкви «возражали: какой же Собор может рассмотреть такую массу вопросов? Но восточные, непонятно до сих пор, по каким причинам (менталитет или какие-то другие соображения) настаивали решительно. И, в конце концов, наша делегация не стала возражать: ну, пожалуйста…»
Для самого предстоящего собора было согласовано официальное название название: «Святой и Великий Собор Восточной Православной Церкви» в отличие от Святых Вселенских Соборов единой Церкви.
На пленарном заседании 25 сентября было выделено шесть специальных Комиссий, которые занялись составлением проекта списка вопросов будущего Предсобора.
Комиссии эти работали над определением вопросов следующих тем:
- о вере и догматах и о священном культе;
- об управлении и церковном порядке и о Православии в мире;
- о взаимоотношениях Православных Церквей;
- о богословских вопросах и социальных проблемах;
- об отношении Православной Церкви к Восточным Церквам;
- об отношении Православной Церкви к Западным Церквам.

Заключительным аккордом Родосского Всеправославного Совещания явилось Послание, обращенное ко всему православному миру.

## Поставленные вопросы
Ниже приведен перечень тем, одобренных Всеправославным совещанием, для готовившегося Предсобора.
- I. Вера и догмат.
  - А. Определение понятия догмата по взглядам Православия.
  - Б. Источники Божественного Откровения:
    - а) Священное Писание:
      - 1) Боговдохновенность Священного Писания;
      - 2) Значение книг Ветхого Завета в Православной Церкви;
      - 3) Научное издание византийского текста Нового Завета

    - б) Священное Предание (определение его сущности и распространение).

  - В. Символические тексты в Православной Церкви:
    - а) Основные тексты Православной Церкви;
    - б) Тексты второстепенной важности;
    - г) Редактирование и издание единого Православного Исповедания Веры.

  - Г. Понятие и значение Церкви:
    - а) Понятие Церкви;
    - б) Значение Церкви (определение этого понятия);
    - в) Соборное сознание Церкви;
    - г) Непогрешимость Церкви, выраженная её иерархией на Вселенском Соборе.
- II. Богослужение.
  - А. Православие и Библия:
    - а) Широкое использование Ветхого Завета в богослужении;
    - б) Перестановка богослужебных текстов.

  - Б. Единообразие уставного и литургического текстов в богослужении и при совершении Таинств. Пересмотр и научное издание их.
  - В. Наиполнейшее участие народа в богослужении и вообще в жизни Церкви.
  - Г. Изучение путей к упрочению и развитию богослужебной жизни Православной Церкви и традиционного византийского и вообще Православного искусства в различных его выражениях (церковная музыка, иконография, архитектура, священные утварь и облачение и т. д.).
- III. Управление и церковный строй.
  - А. Кодификация священных канонов и канонических порядков, подлежащих утверждению Вселенским Собором.
  - Б. Церковное правосудие и Церковное судопроизводство:
    - а) Организация духовных судов по возможности единого образца для всей Православной Церкви;
    - б) Установление в меру возможности единообразного церковного судопроизводства;
    - в) Апелляция.

  - В. Епископат:
    - а) Изучение согласного со священными канонами способа избрания архиереев;
    - б) Административные и другие различия епископов;
      - 1) Патриархи;
      - 2) Главы автокефальных церквей;
      - 3) Митрополиты;
      - 4) Архиепископы;
      - 5) Титулярные митрополиты;
      - 6) Епархиальные епископы;
      - 7) Титулярные и викарные епископы;
      - 8) Областные епископы;

    - в) Монашеская жизнь. Изыскание средств возврата православной монашеской жизни к её древнему благочестию и благолепию путём твёрдости в исполнении обычаев и монастырских уставов и возрождение прежнего образа монастырской жизни.

  - Г. Приведение церковной дисциплины о постах в соответствие с требованиями современности.
  - Д. Образование церковного клира.
    - а) Форма, цели и содержание образования православного клира;
    - б) Подчинение образования клириков непосредственному церковному контролю;
    - в) Богословские учебные заведения и иные институты, способствующие подготовке православ ного клира;
    - г) Учебные сессии для церковной иерархии.

  - Е. Препятствия к браку. Изучение современной практики поместных церквей и их церковного судопроизводства и выработка по возможности единообразия вышеуказанной практики для всей Православной Церкви.
  - Ж. Одежды клириков. Внешний вид и одежда.
  - 3. Календарная проблема. Её изучение в свете решения Первого Вселенского Собора о пасхалии и изыскание пути к сотрудничеству между церквами в этом вопросе.
  - И. Миряне в Православной Церкви.
- IV. Взаимоотношения между православными церквами.
  - А. Межправославные отношения.
    - а) Взаимоотношения поместных автокефальных церквей и их отношения к Вселенскому Патриархату по канонам и истории:
      - 1) Мирные грамоты;
      - 2) Диптихи;
      - 3) Святое миро;
      - 4) Соблюдение обязательств, вытекающих из Учредительных томосов;
      - 5) Взаимные встречи Глав православных автокефальных церквей.

    - б) Укрепление существующих отношений путём:
      - 1) обмена братскими посланиями;
      - 2) созыва Богословских Съездов;
      - 3) командирования клириков и профессоров;
      - 4) контактов богословских школ;
      - 5) обмена профессорами и студентами;
      - 6) обмена стипендиями;
      - 7) обмена периодическими изданиями, сочинениями и другими информационными материалами, освещающими жизнь и деятельность церквей;
      - 8) празднования крупных церковных событий межправославного значения.

  - Б. Автокефалия и автономия в Православной Церкви:
    - а) Провозглашение автокефалии:
      - 1) Кто её провозглашает;
      - 2) Предпосылки и условия;
      - 3) Способ провозглашения автокефалии;
      - 4) Какие Церкви признаются ныне автокефальными.

    - б) Определение условий признания Церкви автономной.
    - В. Православие и диаспора. Настоящее положение и каноническое оформление православной диаспоры.
- V. Взаимоотношения Православной Церкви с остальным христианским миром.
  - А. Изыскание путей к сближению ради достижения единства Церквей во Всеправославном целом.
  - Б. Православие и меньшие Древние Восточные Церкви:
    - а) Укрепление дружественных взаимоотношений с ними путём:
      - 1) обмена посещениями;
      - 2) обмена профессорами и студентами;
      - 3) контактов богословского характера.

    - б) Изучение истории, веры, богослужения и управления этих Церквей;
    - в) Сотрудничество с ними:
      - 1) на Конференциях экуменического характера;
      - 2) в практических вопросах.

  - В. Православие и Римско-Католическая Церковь.
    - а) Изучение положительных и отрицательных моментов в отношениях между двумя Церквами:
      - 1) по вопросу о вере;
      - 2) по вопросу об управлении;
      - 3) по вопросу о церковной деятельности (особенно, пропаганда, прозелитизм, уния).

    - б) Установление отношений в духе христианской любви, в частности имея в виду пункты, предусмотренные в Патриаршей Энциклике 1920 года.

  - Г. Православие и вышедшие из Реформации церкви и исповедания:
    - а) Вероисповедания, более отдалённые по своей сущности от Православия:
      - 1) лютеранство;
      - 2) кальвинизм;
      - 3) методисты;
      - 4) прочие протестантские исповедания.

    - б) Вероисповедания, более близкие к Православию по своей сущности:
      - 1) епископалы вообще;
      - 2) Англиканская Церковь. Изучение возможностей развития отношений и дальнейшего сближения их, а особенно епископалов и англикан, с Православной Церковью в свете имеющихся положительных предпосылок.

  - Д. Православие и Старокатоличество. Дальнейшее развитие отношений с ними в духе имевших место по сей день богословских дискуссий и выраженных ими настроений и тенденций к сближению с Православной Церковью.
  - Е. Православие и Экуменическое движение:
    - а) Присутствие и участие Православной Церкви в Экуменическом движении в духе Патриаршей Энциклики 1920 года.
    - б) Изучение богословских и других тем, имеющих отношение к предпосылкам участия Православной Церкви в Экуменическом движении.
    - в) Значение и вклад Православия в целом в определении направления экуменического мышления и деятельности.
- VI. Православие в мире.
  - А. Изучение и изыскание практических путей для развития христианской культуры в православных народах во всех её проявлениях.
  - Б. Распространение евангельского учения в мире в соответствии с Православным Преданием.
  - В. Сотрудничество поместных православных церквей в деле осуществления христианских идей мира, свободы, братства и любви между народами.
  - Г. Развитие православного паломничества во все священные места поклонения.
- VII. Обшебогословские темы.
  - А. Икономия в Православной Церкви:
    - а) Сущность и выражение терминов «акривия» и «икономия» в Православной Церкви;
    - б) «Икономия»:
      - 1) В Таинствах, совершаемых как в Церкви, так и вне её;
      - 2) В присоединении к Православной Церкви еретиков, схизматиков и отпавших (через крещение, миропомазание, покаяние, благословение);
      - 3) В богослужении.

  - Б. Прославление святых и установление единообразной всеправославной церковной практики в этой области.
  - В. Православие и другие религии.
  - Г. Традиционные приемы свидетельства Православия в мире.
  - Д. Евтаназия и православное богословие.
  - Е. Кремация усопших и православное богословие.
- VIII. Социальные проблемы.
  - А. Православная Церковь и молодёжь.
  - Б. Брак и семья:
    - а) Проблемы брака;
    - б) Деторождение;
    - в) Воспитание детей;
    - г) Контроль над деторождением и перенаселённостью;
    - д) Развод;
    - е) Искусственное оплодотворение.

  - В. Социальные проблемы и Православие.
  - Г. Православие и расовая дискриминация.
  - Д. Православие и задачи христиан в районах быстрых социальных изменений.

## Результаты совещания
Первое всеправославное совещание очертило круг вопросов, которые назрели в тот период времени. Но конкретных действий не произошло.
Определением Священного Синода Русской православной церкви от 10 мая 1963 года была учреждена «Родосская» комиссия из епископов, богословов, клириков и мирян по разработке родосского каталога тем.
Было проведено ещё два Всеправославных совещания на острове Родос (в 1963 и 1964 годах), целью которых была выработка общеправославного подхода к решению проблем, которые встают между православными церквями в рамках подготовки к Всеправославному Собору.
Несмотря на то, что собор не состоялся в заявленные сроки, материалы конференции рассматривались Русской православной церковью в качестве высших руководящих документов.
К июню 1968 года эта «Родосская» комиссия выполнила свою работу, подготовив для Священного Синода проекты резолюций по всем темам каталога. В 1969 году материалы этой комиссии были рассмотрены и одобрены Священным Синодом, эта точка зрения стала официальной точкой зрения делегации Московского Патриархата на предстоящем Святом и Великом Соборе.
Вопросы, поставленные на совещании, всесторонне рассматривались богословами епархии в течение десятилетий, итоги этого рассмотрения были озвучены в 2011 году в докторской речи «Межправославное сотрудничество в рамках подготовки к Святому и Великому Собору Православной Церкви» председателя ОВЦС митрополита Волоколамского Илариона (Алфеева) в Санкт-Петербургской духовной академии, где он указал на то, что большая часть вопросов, поставленных на I Родосском Всеправославном совещании была решена на поздних конференциях и предложил решение оставшихся тем.